# Ландсмер
Ландсмер (нід. Landsmeer, нід. вимова: [ˌlɑntsˈmeːr] ( прослухати)) — місто і муніципалітет у Нідерландах, у провінції Північна Голландія.
Крім безпосередньо міста Ландсмер до складу муніципалітету входять села Ден-Ілп та Пюрмерланд.

## Топографія
Нідерландська топографічна карта муніципалітету Ландсмер, червень 2015 року

## Галерея

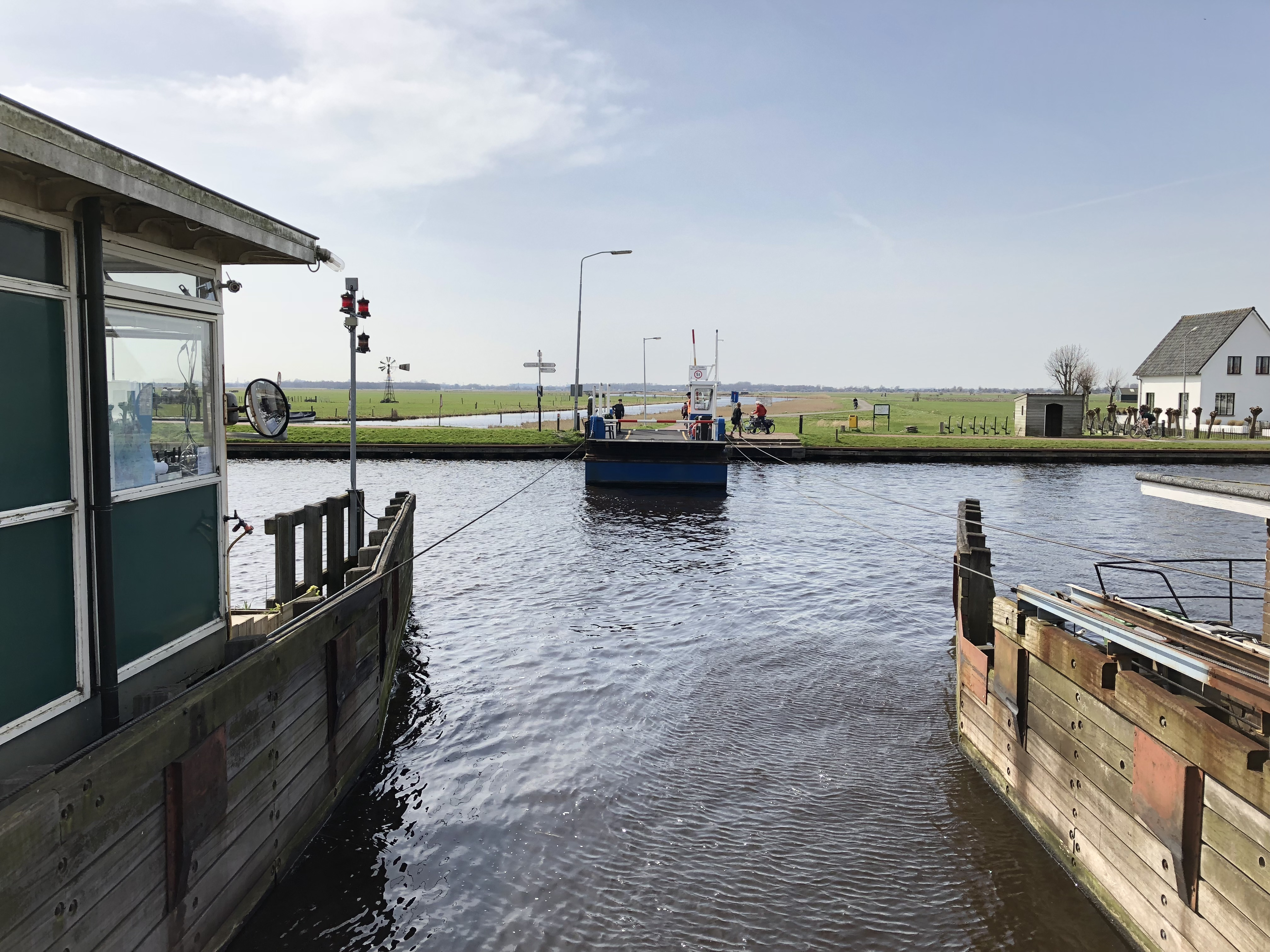
Паром Ілпендам - Ландсмер
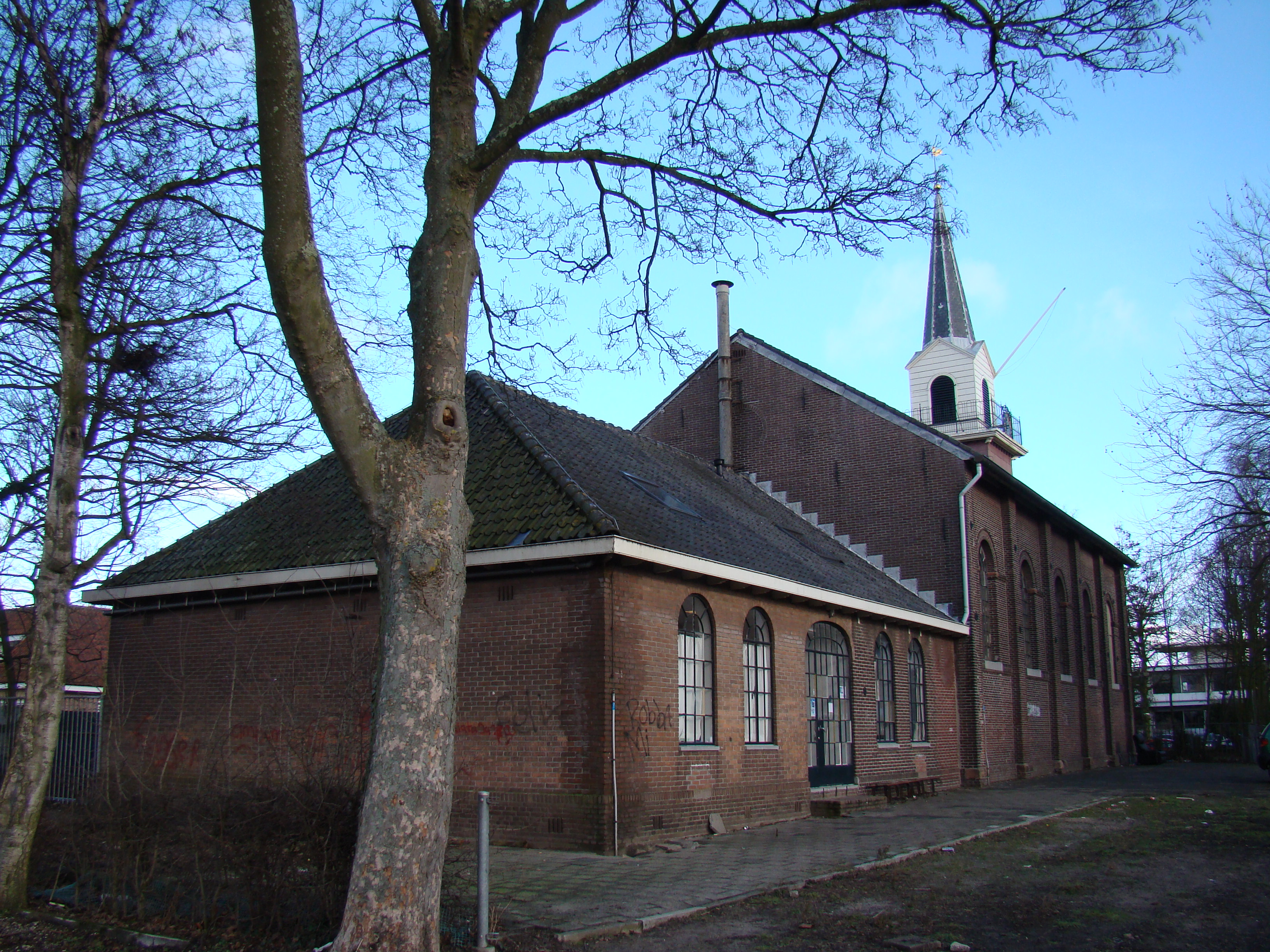
Церква у Ландсмері
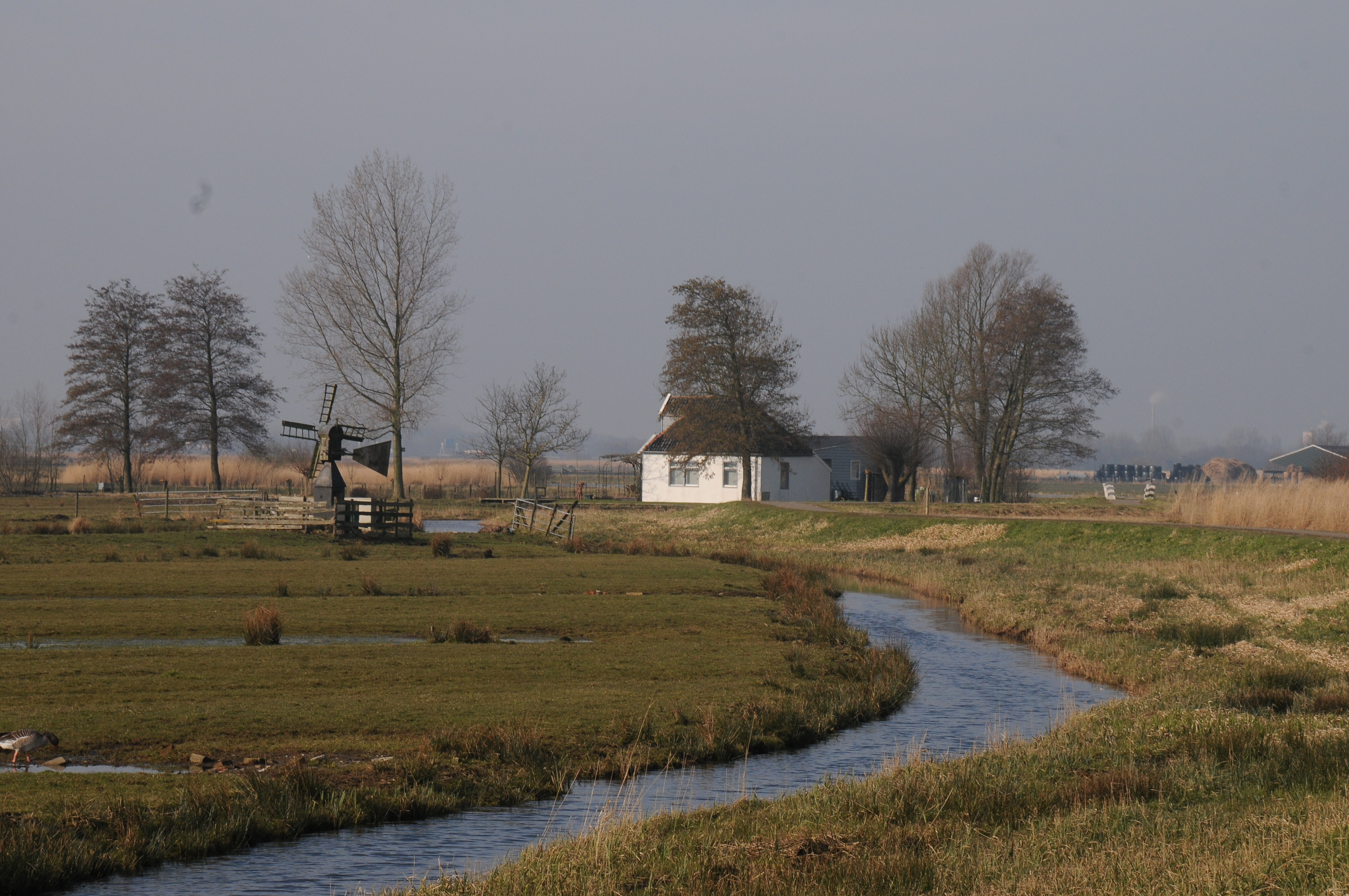
Луки навколо Ландсмера
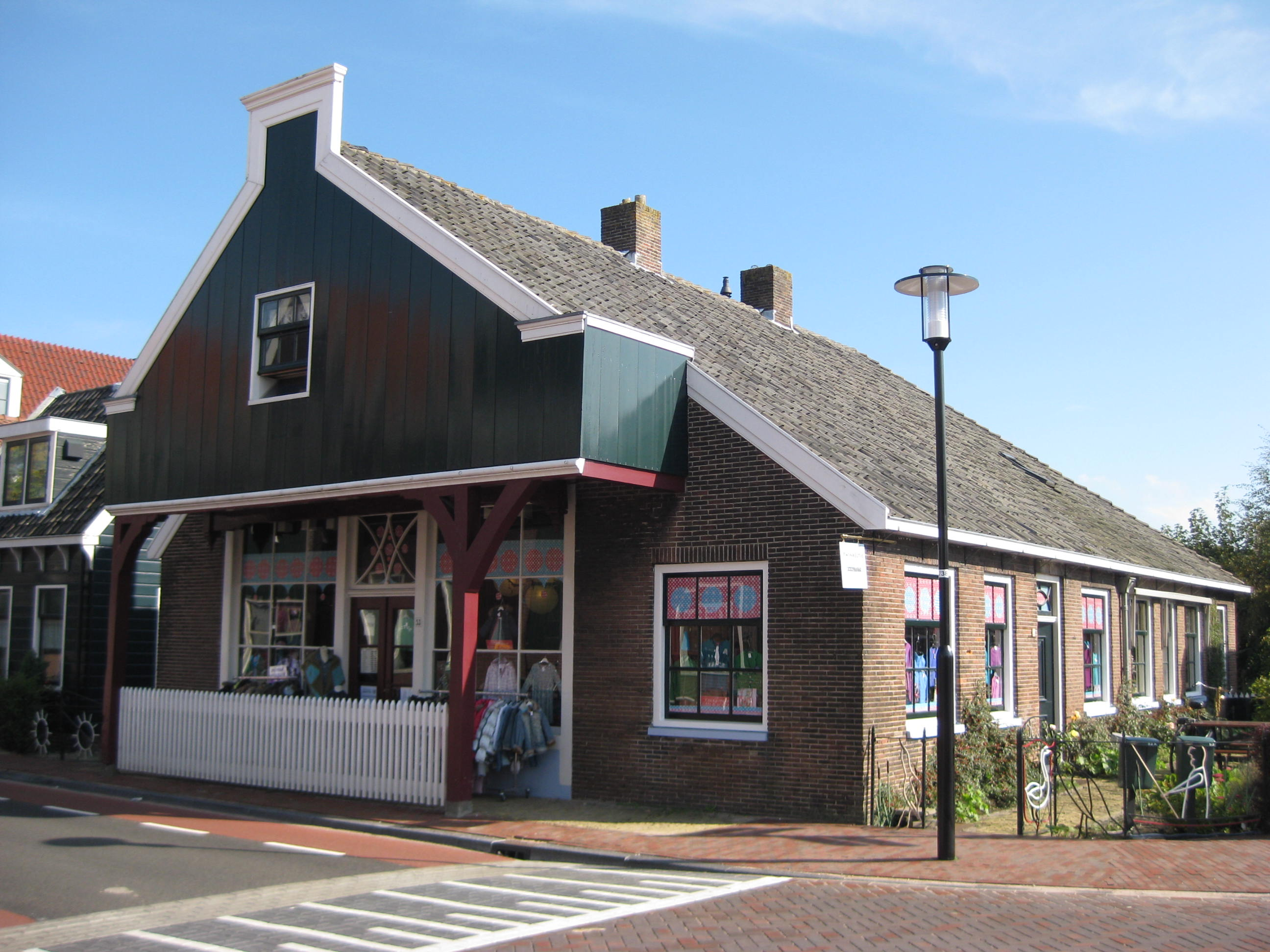
Будинок у Ландсмері